# ریشمون بانشورو
ریشمون بانشورو (به فرانسوی: Richemont Banchereau) نمایش‌نامه نویس قرن هفدهم میلادی اهل فرانسه است.